# Lars-Emil Johansen
Lars Emil Johansen (24 de setembre 1946) va ser el segon Primer Ministre de Groenlàndia de 1991 a 1997, successor de Jonathan Motzfeldt (1938-2010).
Sa mare Elisabeth Henningsen (1907-1983) era membre del Consell de Groenland i la primera dona que hi va obtenir un càrrec polític. El pare Kristian Johansen (1915-1958) també va ser membre del consell.
Lars Emil Johansen fou cap del partit polític Siumut entre 1987 i 1997, i tenia un escó en el Landsting quan es va crear el 1979. Abans de la constitució del Landsting, representava Groenlàndia en el Folketing danès des del 1973, una posició que va omplir del 2001 i cap a l'any 2018.
Va néixer a Illorsuit, un petit llogarat del municipi d'Uummannaq.
El 1970, Lars Emil Johansen es va graduar com a mestre, i l'any següent fou escollit al consell local de Groenlàndia, l'autoritat local més important de Groenlàndia abans de la creació del Landsting.